# Doldschingiin Adjaatömör
Doldschingiin Adjaatömör (mongolisch Должингийн Адъяатөмөр, * 8. März 1945) ist ein ehemaliger mongolischer Ringer.
Adjaatömör hatte ein Wettkampfgewicht von 200 kg bei einer Größe von 1,94 m. Er nahm an den Olympischen Spielen 1976 in Montreal teil und verlor seine beiden Kämpfe im Superschwergewicht gegen Ladislau Șimon in der ersten sowie Moslem Eskandar-Filabi in der dritten Runde. In der zweiten Runde hatte er ein Freilos gezogen. Er beendete somit den Wettkampf als einer von drei Neuntplatzierten.